# Фульк из Нейи
Фульк из Нейи (Foulques de Neuilly; из Нейи) — приходской священник в Нейи-сюр-Марн в 1191—1202 годах, проповедник 4-го крестового похода. Умер в мае 1202 года.
Сначала стал известен проповедями в Париже против ростовщичества и разврата. С благословения папы Иннокентия III и при помощи кардинала Петра Капуанского в 1198 году начал проповедовать начало 4-го крестового похода. Некоторые современники называли его «новый Петр Пустынник».
Упоминается в хронике Жоффруа Виллардуэна «Завоевание Константинополя».
По материалам французской Википедии, Фульк прославился своим благочестием и красноречием. Проповедь крестового похода он выполнил настолько усердно и успешно, что поползли слухи о получении им больших сумм денег в результате своей деятельности. Считается основателем аббатства Сен-Антуан-де-Шам в парижском предместье Сент-Антуан (конец XII в.).